# Città dello Yemen

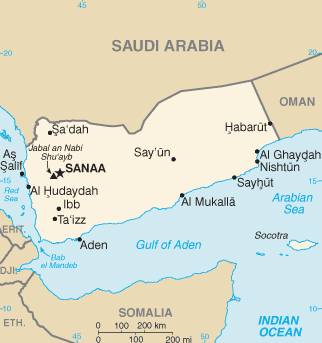
Mappa dello Yemen

Sana'a, capitale dello Yemen

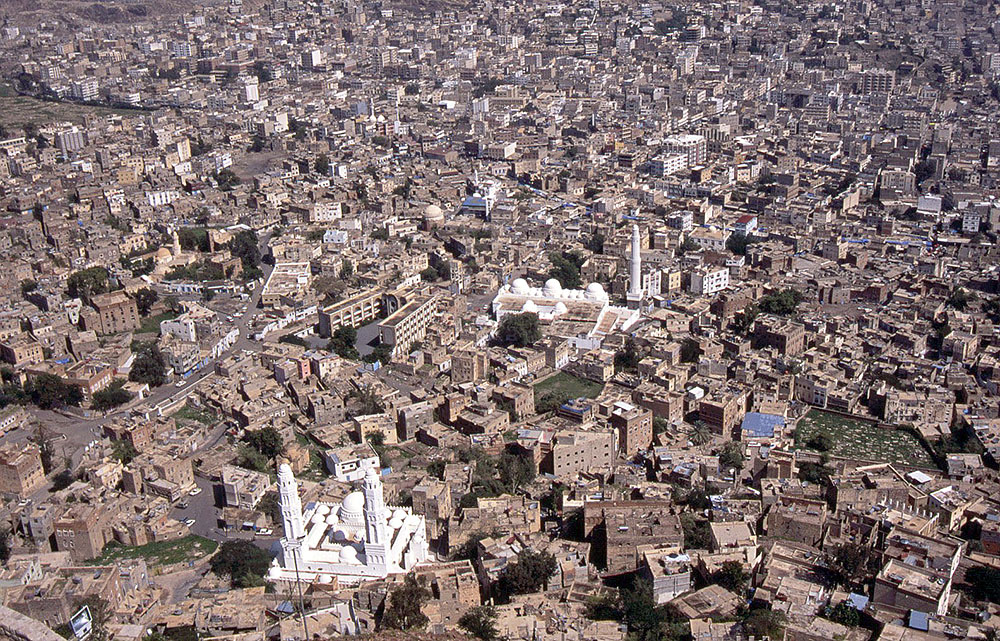
Vista dall'alto di Taʿizz

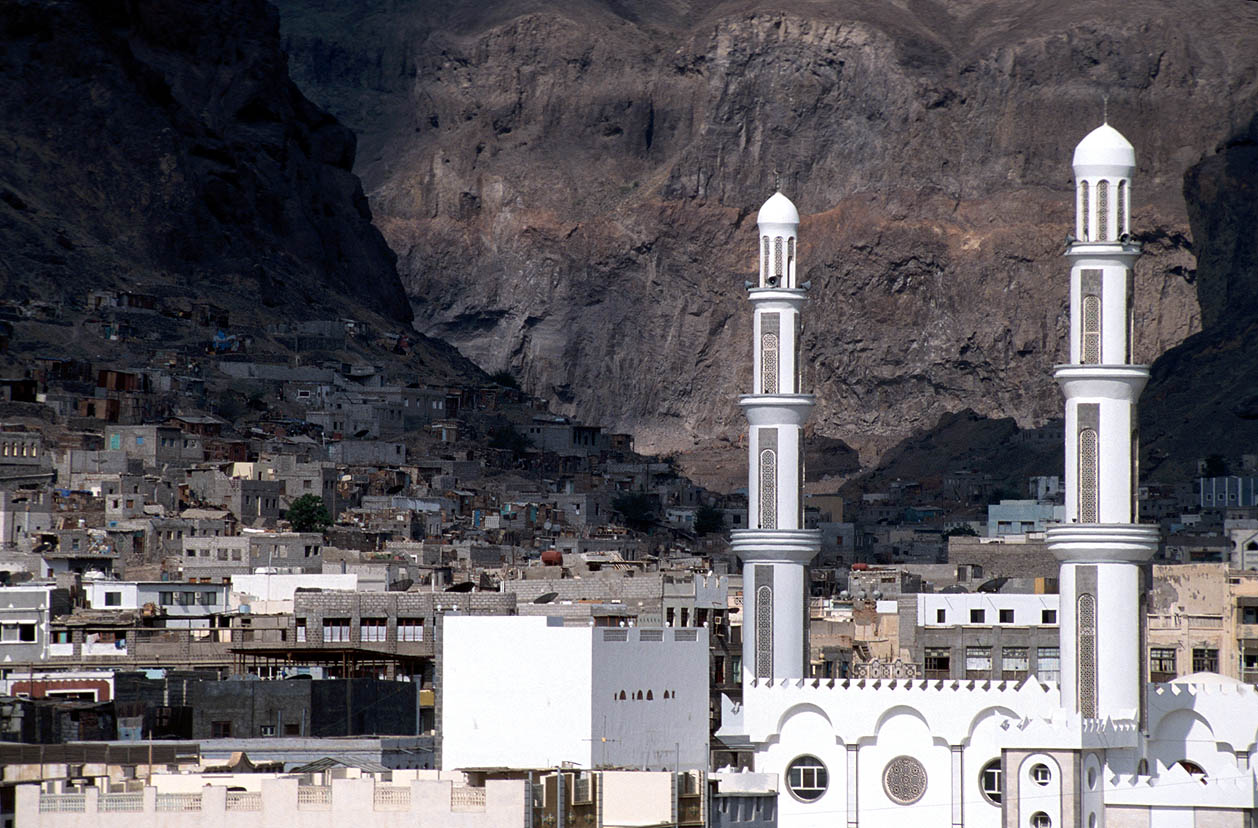
Vista di alcuni edifici nel cratere vulcanico ad Aden

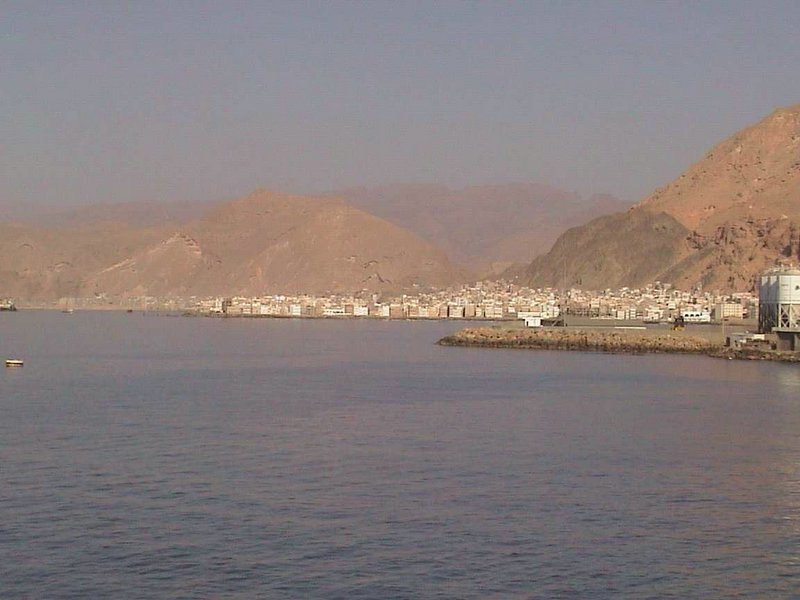
Panoramica della città portuale di al-Mukalla

La città è la divisione amministrativa facente parte della divisione urbana, nonché centro dei distretti distribuendo alloggio alla popolazione circostante.
Lista di città dello Yemen, secondo le stime del 1994, 2005, 2012, 2014 e 2017.

## Lista
| Città più popolose dello Yemen | Città più popolose dello Yemen | Città più popolose dello Yemen | Città più popolose dello Yemen | Città più popolose dello Yemen | Città più popolose dello Yemen | Città più popolose dello Yemen | Città più popolose dello Yemen | Città più popolose dello Yemen | Città più popolose dello Yemen |
| #                              | Nome                           | Arabo                          | Musnad                         | 1994                           | 2005                           | 2012                           | 2014                           | 2017                           | Governatorato                  |
| ------------------------------ | ------------------------------ | ------------------------------ | ------------------------------ | ------------------------------ | ------------------------------ | ------------------------------ | ------------------------------ | ------------------------------ | ------------------------------ |
| 1                              | Sana'a                         | صنعاء                          | 𐩮𐩬𐩲𐩥                           | 954.448                        | 2.431.649                      | 3.937.451                      |                                |                                | Sana'a (capitale)              |
| 2                              | Taʿizz                         | تعز                            |                                | 317.571                        | 596.672                        |                                | 2.612.222                      |                                | Ta'izz                         |
| 3                              | al-Hudayda                     | الحديدة                        |                                | 298.452                        | 548.433                        |                                |                                |                                | al-Hudayda                     |
| 4                              | Aden                           | عدن                            |                                | 398.294                        | 507.355                        |                                |                                | 1.760.923                      | 'Adan                          |
| 5                              | Ibb                            | إب                             |                                | 103.312                        | 225.611                        |                                |                                |                                | Ibb                            |
| 6                              | Dhamar                         | ذمار                           | 𐩹𐩣𐩧                            | 82.920                         | 160.114                        |                                |                                |                                | Dhamar                         |
| 7                              | al-Mukalla                     | المكلا                         |                                | 122.359                        | 144.137                        |                                |                                |                                | Hadramawt                      |
| 8                              | Seiyun                         | سيئون                          | 𐩪𐩺𐩱𐩬                           | 111.728                        | 120.137                        |                                |                                |                                | Hadramawt                      |
| 9                              | Zinjibar                       | (زنجبار (أبين                  |                                | 50.346                         | 70.801                         |                                |                                |                                | Abyan                          |
| 10                             | Sayyan                         | سيان                           |                                | 58.383                         | 69.993                         |                                |                                |                                | Sana'a                         |
| 11                             | al-Shihr                       | الشحر                          |                                | 48.577                         | 68.313                         |                                |                                |                                | Hadramawt                      |
| 12                             | Sahar                          | سحار                           |                                | 27.621                         | 60.487                         |                                |                                |                                | Sana'a                         |
| 13                             | Zabid                          | زبيد                           |                                | 44.239                         | 50.781                         |                                |                                |                                | al-Hudayda                     |
| 14                             | Hajja                          | حجة                            |                                | 24.645                         | 46.568                         |                                |                                |                                | Hajja                          |
| 15                             | Bajil                          | باجل                           |                                | 40.561                         | 46.005                         |                                |                                |                                | al Hudayda                     |
| 16                             | Dhi as-Sufal                   | ذي سفال                        |                                | 31.963                         | 44.949                         |                                |                                |                                | Ibb                            |
| 17                             | Rada'a                         | رداع                           |                                | 39.227                         | 44.755                         |                                |                                |                                | al-Bayda'                      |
| 18                             | Socotra                        | سقطرى                          |                                | 38.112                         | 42.842                         |                                |                                |                                | Hadramawt                      |
| 19                             | Bait al-Faqih                  | بيت الفقيه                     |                                | 28.773                         | 41.652                         |                                |                                |                                | al-Hudayda                     |
| 20                             | al-Marawi'a                    | المراوعة                       |                                | 30.504                         | 39.911                         |                                |                                |                                | al-Hudayda                     |
| 21                             | Yarim                          | يريم                           |                                | 27.802                         | 34.805                         |                                |                                |                                | Ibb                            |
| 22                             | al-Bayda'                      | البيضاء                        |                                | 19.294                         | 33.175                         |                                |                                |                                | al-Bayda'                      |
| 23                             | 'Amran                         | عمران                          | 𐩲𐩣𐩧𐩬                           | 28.212                         | 31.497                         |                                |                                |                                | Sana'a                         |
| 24                             | Lahij                          | لحج                            |                                | 19.006                         | 26.728                         |                                |                                |                                | Lahij                          |
| 25                             | Abs                            | عبس                            |                                | 18.320                         | 25.763                         |                                |                                |                                | Hajja                          |
| 26                             | Harad                          | حرض                            |                                | 15.710                         | 22.093                         |                                |                                |                                | Hajja                          |
| 27                             | Dimnat Chadir                  |                                |                                | 15.651                         | 22.010                         |                                |                                |                                | Ta'izz                         |
| 28                             | Ataq                           | عتق                            |                                | 13.995                         | 19.681                         |                                |                                |                                | Shabwa                         |
| 29                             | al-Mahabischa                  | المحابشة                       |                                | 12.918                         | 12.918                         |                                |                                |                                | Hajja                          |
| 30                             | Beihan                         | بيحان                          |                                | 12.685                         | 17.839                         |                                |                                |                                | Shabwa                         |
| 31                             | Ma'rib                         | مأرب                           | (𐩣𐩧𐩨) 𐩣𐩧𐩺𐩨                     | 6.996                          | 16.794                         |                                |                                |                                | Ma'rib                         |
| 32                             | Thula                          | ثلاء                           |                                | 11.564                         | 16.262                         |                                |                                |                                | 'Amran                         |
| 33                             | as-Saidiyya                    | الزيدية                        |                                | 13.912                         | 16.246                         |                                |                                |                                | al Hudayda                     |
| 34                             | Mudiyah                        | مودية                          |                                | 11.071                         | 15.569                         |                                |                                |                                | Abyan                          |
| 35                             | Khamir                         | خمر                            |                                | 10.903                         | 10.903                         |                                |                                |                                | 'Amran                         |
| 36                             | Hais                           | حيس                            |                                | 10.678                         | 15.016                         |                                |                                |                                | Ta'izz                         |
| 37                             | ad-Dahi                        | الضحى                          |                                | 10.496                         | 10.496                         |                                |                                |                                | al Hudayda                     |
| 38                             | Mokha                          | المخا                          |                                | 10.355                         | 14.562                         |                                |                                |                                | Ta'izz                         |
| 39                             | al-Ghayda                      | الغيضة                         |                                | 7.785                          | 10.948                         |                                |                                |                                | al-Mahra                       |
| 40                             | al-Mahwit                      | المحويت                        |                                | 9.060                          | 10.593                         |                                |                                |                                | al-Mahra                       |